# Вышилово
Вышило́во — деревня в Сухиничском районе Калужской области. Входит в состав сельского поселения «Деревня Радождево».

## География
Находится в центральной части Калужской области, в пределах северо-западной части Среднерусской возвышенности на берегах реки Кощи, на расстоянии примерно 11 километров (по автодорогам) к югу от города Сухиничи — административного центра района.

## Население
| 2002 | 2010 |
| ---- | ---- |
| 0    | →0   |

## История
В атласе Калужского наместничества, изданного в 1782 году, упоминается и нанесена на карты сельцо Вышилово Козельского уезда Николая Фёдорова м Елены Ивановой, дочери Батюшковой, при 11 дворах, по ревизской описи числилось 111 душ
В 1858 году сельцо (вл.) Вышилово 1-го стана Козельского уезда, при речке Коще, 16 дворах и 180 жителях — по правую сторону Болховской транспортной дороги.
К 1914 году Вышилово — сельцо Стреленской волости Козельского уезда Калужской губернии. В 1913 году население 225 человека.
В 1927 году Вышилово вошло в состав образованного Сухиничского уезда Калужской губернии, позднее Сухиничского округа Западной области РСФСР. С 1937 года в составе Сухиничского района Смоленской области, а с 5 июля 1944 года — Калужской области.
Деревня была оккупирована войсками Нацистской Германии с начала октября 1941 года до конца марта 1942 г. 15 марта 1942 года танкисты 146-й танковой бригады освободили Вышилово. Весь март 1942 года в районе деревни шли ожесточённые бои..